# アルドヘキソース
アルドヘキソース（英: aldohexose）は6個の炭素原子（ヘキソース）とホルミル基（アルドース）を含む有機化合物である。
アルドヘキソースには以下の16種類が存在する。

アロース
アルトロース
グルコース
マンノース
グロース
イドース
ガラクトース
タロース

これらの化合物はそれぞれ、D型とL型がある。これらはすべて同じ組成式C6H12O6を共有する異性体で、ケトヘキソースも同じ組成式を持つ。

## デオキシアルドヘキソース
デオキシアルドヘキソースはアルドヘキソースの1つまたは複数のヒドロキシ基が水素原子に置換された構造を持つ。
以下によく知られているデオキシアルドヘキソースの例を示す。
- L-フコース（6-デオキシ-L-ガラクトース）
- L-フクロース（6-デオキシ-L-タガトース）
- D-キノボース（6-デオキシ-D-グルコース）
- L-プノイモース（6-デオキシ-L-タロース）
- L-ラムノース（6-デオキシ-L-マンノース）

## 科学的特性
アルドヘキソースは4個のキラル中心炭素原子を持ち、全部で16の立体異性体が存在する。D/L体の区別は5位のヒドロキシ基の立体配置に基づく、これは旋光性の向きとは関係しない。